# Castanheira do Vouga
Castanheira do Vouga era una freguesia portuguesa del municipio de Águeda, distrito de Aveiro.

## Historia
Fue suprimida el 28 de enero  de 2013, en aplicación de una resolución de la Asamblea de la República portuguesa promulgada el 16 de enero de 2013 al unirse con las freguesias de Agadão y Belazaima do Chão, formando la nueva freguesia de Belazaima do Chão, Castanheira do Vouga e Agadão.